# 1976年の宝塚歌劇公演一覧
本項目では、1976年の宝塚歌劇公演一覧（1976ねんのたからづかかげきこうえんいちらん）について示す。

## 宝塚大劇場公演
（）内は、作者または演出者名。参考資料は90年史。

### 雪組
- 1月1日 - 2月17日
  - 『白鷺の詩』（阿古健　脚本・演出、花柳寿楽　演出）
  - 『ムッシュ・パピヨン』（菅沼潤）

### 花組
- 2月19日 - 3月23日
  - 『あかねさす紫の花』（柴田侑宏）
  - 『ビューティフル・ピープル』（岡田敬二）

### 星組
- 3月25日 - 5月12日
  - 『ベルサイユのばらⅢ』（長谷川一夫　演出、植田紳爾　脚本・演出）

### 月組
- 5月14日 - 6月22日
  - 『スパーク&スパーク』（酒井澄夫）
  - 『長靴をはいた猫』（菅沼潤）

### 雪組
- 6月25日 - 8月10日
  - 『星影の人』（柴田侑宏）
  - 『Non, Non, Non』（草野旦）

### 花組
- 8月12日 - 9月28日
  - 『うつしよ紅葉』（尾上松緑　演出、植田紳爾）
  - 『ノバ・ボサ・ノバ』（鴨川清作、草野旦）

### 星組
- 10月1日 - 11月9日
  - 『夕陽のジプシー』（内海重典）
  - 『ハッピー・トゥモロー』(横澤英雄）

### 月組
- 11月12日 - 12月5日
  - 『紙すき恋歌』（大関弘政）
  - 『バレンシアの熱い花』（柴田侑宏）

## 東京公演
（）内は、作者または演出者名。参考資料は90年史。

### 月組
- 3月3日 - 3月24日　東京宝塚劇場
  - 『赤と黒』（柴田侑宏　脚本・演出）
  - 『イマージュ』（小原弘稔）

### 雪組
- 3月28日 - 4月25日　東京宝塚劇場
  - 『ベルサイユのばら<アンドレとオスカル>』（長谷川一夫　演出、植田紳爾　脚本・演出）

### 星組
- 7月2日 - 8月1日　東京宝塚劇場
  - 『ベルサイユのばらⅢ』（長谷川一夫　演出、植田紳爾　脚本・演出）

### 月組
- 8月5日 - 8月30日　東京宝塚劇場
  - 『ベルサイユのばらⅢ』（長谷川一夫　演出、植田紳爾　脚本・演出）

### 雪組
- 9月4日 - 9月27日　新宿コマ劇場
  - 『星影の人』（柴田侑宏）
  - 『Non, Non, Non』（草野旦）

### 花組
- 10月29日 - 11月28日　東京宝塚劇場
  - 『うつしよ紅葉』（尾上松緑　演出、植田紳爾）
  - 『ノバ・ボサ・ノバ』（鴨川清作、草野旦　演出）

## 宝塚大劇場・東京以外の公演
（）内は、作者または演出者名。参考資料は90年史。

### 花組
- 4月15日 - 4月26日　仙台、山形、酒田、秋田、清水、浜松、四日市、伊勢
  - 『ベルサイユのばら<アンドレとオスカル>』（植田紳爾）

- 4月30日 - 5月7日　福岡市民会館
  - 『ベルサイユのばら<アンドレとオスカル>』（植田紳爾）

- 5月8日 - 5月23日　広島、福山、岡山、倉敷、福井、高岡、金沢、糸魚川、新潟、長岡
  - 『ベルサイユのばら<アンドレとオスカル>』（植田紳爾）

### 第13回宝塚フェスティバル
- 6月8日・9日　大阪・毎日ホール

### 星組
- 5月29日 - 6月6日　福岡スポーツセンター
  - 『ザ・タカラヅカ』

第1部：『花の宝塚踊り』（白井鐡造）
第2部：『ファンタジー・タカラヅカ』（鴨川清作）

### 花組
- 6月10日 - 6月27日　前橋、水戸、平、盛岡、八戸、太田、浦和、藤沢、徳島、丸亀、高松、松山
  - 『ベルサイユのばら<アンドレとオスカル>』（植田紳爾）

- 6月30日 - 7月11日　名古屋・中日劇場
  - 『ベルサイユのばら<アンドレとオスカル>』（植田紳爾）

### 月組
- 9月15日 - 10月7日　岡山、米子、松江、佐世保、伊万里、長崎、鹿児島、都城、宮崎
  - 『ザ・タカラヅカ』

第1部：『花の宝塚踊り』（白井鐡造）
第2部：『ファンタジー・タカラヅカ』（鴨川清作）

### 雪組
- 10月16日 - 11月27日　仙台、遠野、水戸、長岡、両津、倉敷、福山、北九州八幡、甘木、大分、宇部、広島、会津若松、福島、七尾、金沢、富山、甲府
  - 『ザ・タカラヅカ』

第1部：『花の宝塚踊り』（白井鐡造）
第2部：『ファンタジー・タカラヅカ』（鴨川清作）